# Regentropfen-Prélude
Das Regentropfen-Prélude (frz. La goutte d’eau, poln. deszczowe) ist ein von Frédéric Chopin in den Jahren 1838/39 komponiertes Musikstück aus dem Zyklus der 24 Préludes op. 28, die während Chopins Aufenthalt auf der Mittelmeerinsel Mallorca entstanden. Das Prélude steht im Kompositionszyklus an 15. Stelle und ist in der Tonart Des-Dur notiert.
Der Beiname des Stücks nimmt Bezug auf eine von Chopins Partnerin George Sand überlieferte Episode, wonach Chopin in Abwesenheit seiner Familie wegen eines heraufziehenden Unwetters große Ängste ausgestanden haben soll. Aufgrund seiner Klangfarben und atmosphärischen Schwankungen (Des-Dur, Cis-Moll, Des-Dur) wurde das 15. Prélude häufig mit dieser Überlieferung Sands in Verbindung gebracht, insbesondere aufgrund der Ostinati, die das Werk durchziehen und beim Zuhörer leicht den Eindruck erwecken können, es handle sich um fallende Regentropfen. Chopin selbst hat diese Interpretation des Préludes jedoch nach bisherigen Erkenntnissen nie bestätigt. George Sand berichtet hierzu:

„Er kam sich vor, als wäre er in einem See ertrunken; schwere, eisige Wassertropfen fielen ihm im Takt auf die Brust. Als ich ihn aufhorchen hieß, denn man konnte tatsächlich den gleichmäßigen Takt von Tropfen hören, die auf das Dach fielen, bestand er darauf, das nicht gehört zu haben. Er wurde sogar ärgerlich, als ich von Tonmalerei sprach, und verwahrte sich heftig und mit Recht gegen solche einfältigen musikalischen Nachahmungen von akustischen Eindrücken.“

Ab dem Auftakt zu Takt 62 findet sich ein Zitat aus dem Bachchoral O Haupt voll Blut und Wunden aus Bachs Matthäus-Passion:
Chopin übernimmt Melodie und Harmonisierung der zweiten Textzeile „voll Schmerz und voller Hohn“, endet allerdings nicht auf der Moll-Tonika cis-Moll, sondern auf dem Tonika-Gegenklang A-Dur, leicht verschleiert durch den „Tropfen“ auf der großen Septime gis über A-Dur. Der Trugschluss wird hier im übertragenden Sinn durch die Textierung „Hohn“ überzeichnet.